# Resolució 2118 del Consell de Seguretat de les Nacions Unides
La Resolució 2118 del Consell de Seguretat de les Nacions Unides fou adoptada per unanimitat el 27 de setembre de 2013, pel que fa al Marc per a l'eliminació de les armes químiques de Síria durant la Guerra Civil siriana. Va recordar les resolucions del Consell de Seguretat de les Nacions Unides 1540, 2042 i 2043 i es va produir al marge del Debat general del 68è període de sessions de l'Assemblea General de les Nacions Unides. Síria té fins a mitjans de 2014 per destruir el seu arsenal d'armes químiques; i la resolució també esbossa els plans per a una transició. Malgrat alguns ensopecs, l'OPCW va informar que la destrucció es va dur a terme en gran manera.

## Antecedents
Les armes químiques van ser utilitzades el 21 d'agost, atacs a Ghouta de 2013, segons les Nacions Unides. El govern sirià va acusar als rebels de l'atac i dels altres atacs d'armes químiques a Síria. En resposta als esdeveniments de Ghouta, una coalició de països liderats per Estats Units i Franç, van amenaçar amb atacs aeris a Síria com a càstig per la seva afirmació que el govern usava les armes. Rússia des del començament estava al costat del govern sirià i va bloquejar els esforços liderats per Occident al Consell de Seguretat de les Nacions Unides per a la intervenció militar sancionada per l'ONU.
Duran la Cimera del G-20 de Sant Petersburg el 6 de setembre, el president rus Vladímir Putin i el president dels Estats Units Barack Obama van discutir la idea de posar les armes químiques de Síria sota control internacional.
El 9 de setembre de 2013 el Secretari d'Estat dels Estats Units John Kerry va suggerir que es podrien evitar els atacs aeris si Síria entregava "una petita part" del seu arsenal d'armes químiques en una setmana, però els funcionaris del Departament d'Estat van destacar que la declaració de Kerry i la seva setmana de data límit eren retòriques a la llum de la improbabilitat que Síria entregués les seves armes químiques. Tanmateix, hores després de la declaració de Kerry, el ministre d'Afers Exteriors de Rússia Sergei Lavrov va anunciar que Rússia havia suggerit a Síria que renunciés a les seves armes químiques i immediatament el ministre d'afers exteriors sirià Walid al-Moallem va donar la benvinguda a la proposta. Això va portar al Marc per l'Eliminació de les armes químiques de Síria. Després que Síria va ratificar el tractat per unir-se a l'Organització per la Prohibició de les Armes Químiques (OPCW) i lliurar un conjunt preliminar de documents pel que fa a les seves armes químiques a l'OPCW, més discussions i reclamacions russes van afirmar que Occident cercava assegurar-se que els atacs aeris continuarien sent una opció si les armes químiques no es lliuraven, i el Consell de Seguretat de les Nacions Unides va aprovar la resolució 2118.
Abans de la votació, el Consell Executiu de l'OPCW va adoptar un projecte amb un calendari de verificació, eliminació i destrucció de l'arsenal de sarin i altres armes químiques de Síria a mitjans de 2014 en un programa "accelerat" en comparació amb els terminis de destrucció habituals en virtut de la Convenció sobre armes químiques. El director general Ahmet Üzümcü va dir: "Aquesta decisió envia un missatge inequívoc que la comunitat internacional es reuneix per treballar per la pau a Síria, començant per l'eliminació d'armes químiques en aquest país."

## Resolució
Durant la discussió per a la resolució de 20:15 a 21:45 EDT, hi parlaren els Ministres d'Afers Exteriors de Rússia (Sergey Lavrov), Estats Units (John Kerry) el Regne Unit (William Hague), Luxemburg (Jean Asselborn), França (Laurent Fabius), Azerbaidjan (Elmar Mammadyarov), Corea del Sud (Yun Byung-se), Xina (Wang Yi), Guatemala (Fernando Carrera), Marroc (Saad-Eddine El Othmani) i Argentina (Héctor Timerman), així com l'assessor del Primer Ministre de Seguretat Nacional i Afers Exteriors de Pakistan (Sartaj Aziz) i els representants permanents de Ruanda, Togo i Austràlia.
Després de recordar les resolucions del Consell de Seguretat de les Nacions Unides 1540, 2042 i 2043, la resolució va reafirmar el "fort compromís del Consell de Seguretat amb la sobirania, la independència i la integritat territorial de la República Àrab de Síria", va reafirmar "que la proliferació de les armes químiques, així com els seus mitjans de lliurament, constitueix una amenaça per a la pau i la seguretat internacionals", va recordar que el 22 de novembre de 1968 es va adherir al Protocol de Ginebra de 1925, va condemnar "qualsevol ús d'armes químiques a la República Àrab de Síria, en particular l'atac de atacs químics a Ghouta el 21 d'agost de 2013 en violació del dret internacional", i va obligar a Síria a aplicar el pla presentat en una decisió de l'Organització per la Prohibició de les Armes Químiques (OPAQ): Síria tenia fins al 30 de juny de 2014 per completar la destrucció de les seves armes químiques.
La resolució també demana que un "òrgan de govern de transició exerceixi poders executius plens, que podrien incloure membres del Govern actual i l'oposició i altres grups i que es formaran sobre la base del consentiment mutu"; tot i afirmar que el procés és "perquè el poble sirià determini el futur del país. Tots els grups i segments de la societat de la República Àrab de Síria han d'estar capacitats per participar en un procés de diàleg nacional. Aquest procés ha de ser no només inclusiu, sinó també significatiu". Els passos a aquest respecte inclouen
| « | una revisió de l'ordre constitucional i del sistema legal. El resultat de la redacció constitucional estaria subjecte a l'aprovació popular; a l'establiment del nou ordre constitucional, serà necessari preparar i dur a terme eleccions multipartidistes lliures i justes per a les noves institucions i oficines establertes; les dones han d'estar plenament representades en tots els aspectes de la transició. | » |

Va assenyalar també la dificultat d'una transició i va esmentar que aquesta transició hauria de ser pacífica.

## Problemes
Tot i que l'aplicació de la resolució era un problema, un altre problema que va sorgir era fer front a les armes químiques, ja que només els EUA i Rússia tenen la capacitat industrial per emmagatzemar i eliminar les armes químiques. Com a tal, el viceministre d'Afers Exteriors de Rússia, Sergei Ryabkov, va anunciar dos dies abans de la resolució que Rússia estaria disposada a oferir la seva ajuda per assegurar els llocs d'armes químiques, que no prendria possessió de cap part de l'arsenal; ja que els EUA prohibeixen la importació i el transport d'aquestes municions, els inspectors haurien de treballar a Síria enmig de la guerra civil. El professor de la Universitat de Boston William Keylor va escriure a Bloomberg:
| « | És difícil imaginar que els inspectors d'armes químiques, protegits per russos o altres tropes, es dediquin a la complicada tasca de destruir les reserves d'armes químiques enmig d'una guerra civil. Si els inspectors o els seus protectors estan sotmesos a foc a banda i banda, quina serà la resposta de la comunitat internacional? | » |

## Reaccions
Nacions Unides
El secretari general Ban Ki-moon va dir:
| « | Durant molts mesos, he dit que l'ús confirmat d'armes químiques a Síria requereix una resposta ferma, unida i decisiva. Aquesta nit, la comunitat internacional ha deliberat. Una llum vermella per a una forma d'armes no significa una llum verda per a les altres. Aquesta no és una llicència per matar amb armes convencionals. S'ha d'aturar tota la violència. Totes les armes han de quedar en silenci. | » |

Cossos supranacionals
La Decisió del Consell Executiu de l'OPCW va indicar que iniciaria les inspeccions a tot tardar l'1 d'octubre i que es va aprovar un pla per eliminar totes les armes químiques de Síria a mitjans de 2014.
Estats
Domèstic
El ministre d'Afers Exteriors sirià, Walid Muallem, va dir: "Ens comprometem perquè estem decidits a avançar en el respecte de [l'acord de] destruir les armes químiques." L'ambaixador a les Nacions Unides Bashar Jaafari també va saludar la resolució i va afegir que Síria estava "totalment compromesa" en assistir a la conferència de pau proposada i que la resolució responia a les preocupacions de Síria i els que recolzaven l'oposició, Turquia, Aràbia Saudita, Qatar, França i els Estats Units també ho han de complir. No obstant això, el dirigent de l'oposició Ahmad al-Jarba va dir que l'acord no "acabaria amb el patiment a Síria".
Resta del món
Molts estats van donar la benvinguda a la resolució en general, mentre que alguns, com Bahrain, Togo i Dinamarca, van acollir expressament la resolució en el debat general del 68è període de sessions de l'Assemblea General de les Nacions Unides.
El ministre d'Afers Exteriors de la Xina, Wang Yi, va aplaudir la resolució unànime i va donar la benvinguda a les iniciatives de pau del conflicte, dient:
| « | Aquesta és la primera vegada que el Consell de Seguretat ha adoptat una acció principal conjunta sobre el tema sirià en més d'un any. Al tractar el tema sirià, el Consell de Seguretat ha de tenir en compte els propòsits i principis de la Carta de les Nacions Unides, actuar amb un sentit de responsabilitat davant el poble sirià, el món i la història, i assegurar que qualsevol decisió que adopti pugui sotmetre's a prova de la història. Esperem que les parts rellevants es mantinguin en estreta cooperació, compleixin les seves respectives responsabilitats i implementin la decisió de l'OPAQ i la resolució del Consell de Seguretat d'una manera exhaustiva i precisa per assolir eventualment la correcta solució del tema de les armes químiques a Síria. | » |

Va afegir que ni Síria ni la regió podrien permetre's una altra guerra.
El ministre francès d'Afers Exteriors, Laurent Fabius, va dir que la cooperació de Síria "ha de ser incondicional i totalment transparent. Aquesta resolució no és el nostre objectiu final, sinó només un primer pas. Ara hem d'implementar. No podem confiar en un règim que fins fa poc negava tenir aquestes armes".
Sergei Lavrov, de Rússia, va dir sobre la resolució que "no permet un ús automàtic de la força o mesures d'execució" per manca de compliment i que el Consell de Seguretat de l'ONU hauria de "considerar acuradament" les decisions sobre l'execució. No obstant això, també va dir: "El Consell de Seguretat de les Nacions Unides ... estarà disposat a actuar de conformitat amb el Capítol VII de la Carta, amb tota claredat".
El secretari d'Estat estatunidenc, John Kerry, va demanar al govern sirià que "donés accés sense restriccions" als seus estocs d'armes químiques i que s'enfrontaria a les repercussions si no ho feia. Va afegir:
| « | Aquesta resolució deixa clar que els responsables d'aquest atroç acte han de ser responsables. Estem aquí perquè les accions tenen conseqüències i ara, si el règim no actua, hi haurà conseqüències ... El nostre objectiu original era degradar i dissipar la capacitat d'armes químiques de Síria [i un atac dels Estats Units]. La resolució d'aquesta nit aconsegueix encara més [desplaçant-se per eliminar] una dels arsenals més importants d'armes químiques a la terra. | » |

La seva crida a l'accés es va fer ressò del secretari d'Afers Estrangers britànic William Hague. L'ambaixador dels EUA a l'ONU Samantha Power va dir: "Aquesta resolució trenca un nou terreny. El Consell de Seguretat està establint una nova norma internacional;" mentre que l'assessor de seguretat nacional, Susan Rice, la va titllar d'"una resolució sòlida, vinculant i executable." L'escepticisme provenia dels senadors republicans John McCain i Lindsey Graham que van emetre una declaració conjunta que deia que l'acord no canvia la "realitat a terra" i afegia: "Aquesta resolució és un altre triomf de l'esperança sobre la realitat. No conté mecanismes d'aplicació significatius ni immediats, i menys encara una amenaça de l'ús de la força per a l'incompliment del règim d'Assad. S'ha diferit tota la qüestió de l'execució". Abans de la votació, el cap del Comitè de Relacions Exteriors del Senat, Robert Menéndez, estava preocupat perquè la votació tornés a centrar l'enfocament de posar fi a "la barbàrie i la violència descarada del règim d'Assad" eliminant un mètode de guerra.
Altres
L'editor de Russia in Global Affairs, Fyodr Lukyanov, a dir sobre l'acord que "era la versió de compromís"; mentre que el director d'Eurasia i Orient Mitjà a l'Eurasia Group, Cliff Kupchan, va dir: "Era previsible de la millor manera possible. Ho tenim molt clar sobre això." Altres crítiques eren la manca d'evidència de la culpabilitat del govern sirià i l'exoneració d'aquells que presumptament van cometre l'atac. El director associat del Centre de Cooperació Internacional de la Universitat de Nova York va escriure: "El llenguatge de la resolució és menys important que la disposició de Rússia de fer que Assad compleixi (sic). Tot el negoci segueix pivotant el compromís de Moscou de fer-lo funcionar."

## Seguiment
El Consell de Seguretat de l'ONU va emetre una declaració no vinculant escrita el 2 d'octubre a Austràlia i Luxemburg per millorar l'accés a l'ajuda. La declaració va fer una crida a Síria a
| « | prendre mesures immediates per facilitar l'expansió de les operacions d'ajuda humanitària i aixecar impediments burocràtics i altres obstacles. [Incloure] facilitant ràpidament l'accés humanitari segur i sense restriccions a les persones que ho necessiten, a través de les formes més eficaces, incloses les línies de conflicte i, si escau, les fronteres dels països veïns. | » |

També va instar a totes les parts del conflicte a "desmilitaritzar immediatament les instal·lacions mèdiques, escoles i estacions d'aigua, abstenir-se d'atacar objectius civils i acordar les modalitats per implementar pauses humanitàries, així com rutes clau per permetre ... el pas segur i sense traves dels combois humanitaris". En el moment de la redacció, Síria havia aprovat 12 grups d'ajuda internacionals, però la seva ajuda lluitava per satisfer la demanda i feia front als retards que havien de negociar amb molts llocs de control governamentals i de l'oposició.

## Missió
L'ONU va enviar als inspectors per dur a terme l'eliminació i la destrucció de l'arsenal de Síria. La seva missió va ser elogiada pels EUA i Rússia, mentre que Kerry va dir que estava satisfet amb la cooperació del govern, que també va ser elogiat pels inspectors, i el "temps de registre" del progrés realitzat. Ban Ki-moon va suggerir basar-se en la unitat a Xipre i establir una Missió conjunta de l'OPCW-ONU a aquest respecte que "tractaria de dur a terme una operació que, simplement, mai no s'havia provat abans" i que la missió era "perillosa i volàtil". Va suggerir que hi hauria 100 persones, inclosos els inspectors i el personal de suport. Pel seu treball que va començar a Síria, l'OPCW va ser guardonada amb el Premi Nobel de la Pau de 2013. Els inspectors també van afrontar problemes de seguretat al Four Seasons Hotel Damascus en què residien a Damasc, que estava a prop del lloc de bombardeig de morter. El 31 d'octubre, l'OPCW va informar que les instal·lacions declarades de producció i mescla havien estat destruïdes. dia abans del termini. Va dir que havia inspeccionat 21 de 23 llocs d'armes químiques a tot el país, encara que els altres dos eren massa perillosos per inspeccionar, però els equips químics havien estat traslladats a altres llocs que havien estat inspeccionats. Una declaració de l'organització va dir: "L'OPCW està satisfeta d'haver verificat i vist destruir, tota la producció crítica declarada, barreja, equips d'ompliment dels 23 llocs." A principis de novembre, la cerca de llocs divulgats era gairebé acabada.
Albània va confirmar que els EUA van demanar que destruís les armes químiques al seu sòl. No obstant això, el parlamentari Ilir Meta va dir: 
| « | Ens van contactar els Estats Units, però encara no s'ha pres cap decisió. Qualsevol decisió es farà de manera transparent i tindrà en compte l'interès del país. No crec que Albània tingui la capacitat, fins i tot altres països més grans i més desenvolupats no accepten fer-ho. | » |

Això va ser a pesar de les protestes contra aquestes armes sobre el sòl sobirà del país. En resposta a les protestes a Tirana i a altres llocs, el primer ministre Edi Rama va dir de la petició de destruir l'arsenal que "és impossible que Albània s'involucri en aquesta operació". El Secretari General Adjunt de l'OTAN Alexander Vershbow va dir que la destrucció de les armes químiques era discutit entre els ministres de defensa de l'OTAN i Rússia a Brussel·les a l'octubre. Va afegir que el cap de la missió de l'ONU-OPCW, Sigrid Kaag notificaria a l'OTAN i als funcionaris russos del seu treball.
L'OPCW va declarar que el «més crític» es retiraria del país cap a la fi de 2013 i tots els altres productes químics, excepte l'isopropanol, serien retinguts abans del 5 de febrer. Va afegir que «la destrucció seqüenciada» començarà el 15 de desembre i que al 31 de març de 2014 es destruiran les «armes prioritàries» amb l'arsenal complet netejat cap a final de juny de 2014. No obstant això, no va dir on es farien les destruccions. França i Bèlgica eren llocs possibles, mentre que Noruega va acordar proporcionar un vaixell mercant i un vaixell de guerra escorta per transportar el material. L'OPCW, fins a novembre de 2013, també va dir que havia neutralitzat el 60 per cent de les municions declarades de Síria.
A causa de la manca d'estats disposats a acollir les armes químiques per a la seva destrucció, el cap de l'OPCW, Ahmet Uzümcü, va dir que les 798 tones de productes químics i 7,7 milions de litres d'efluent que es transportarien i eliminarien podrien fer-se al mar (aigües internacionals). "... totes les mesures, de fet, es prendran adequadament durant el transport d'aquestes substàncies per vaixell i també durant la destrucció". Va afegir que esperava que els Estats Units "prenguin el lideratge" en el procés, ja que "ja hi ha algunes instal·lacions fabricades pels EUA que es poden instal·lar fàcilment en un vaixell o a terra." Més tard, EUA va oferir destruir 500 tones de productes químics "prioritaris" en un dels seus vaixells. L'OPCW va anunciar un pla internacional per destruir les armes. Els camions blindats russos portarien les municions (inclòs gas mostassa, sarin i gas nerviós VX) fora del país, seguits pels equips de satèl·lits dels Estats Units i les càmeres de vigilància xineses. No obstant això, la data del 31 de desembre va ser retardada fins al 31 de març de 2014 per les armes més perilloses. Finlàndia proporcionarà capacitats de resposta d'emergència per a armes químiques i Rússia també proporcionarà els navegants i vaixells navals que garanteixin operacions de càrrega a Latakia, mentre que els Estats Units adaptaran els bucs navals per a la destrucció. A més, el Foreign Office britànic va prometre ajudar a transportar i eliminar 150 tones de productes químics emmagatzemats. El ministre de defensa rus Sergei Shoigu va comentar en l'última setmana de 2013 que havia enviat 25 camions blindats i uns altres 50 vehicles per ajudar a transportar les municions tòxiques del país.
Encara que el termini del 31 de desembre es va perdre a causa del conflicte en curs, a principis de gener de 2014, el primer lot de productes químics es va extreure del país per destrosses. La missió de l'OPCW-ONU va informar que aquests materials havien estat traslladats de dos llocs sense nom a Latakia abans de ser carregats a un vaixell comercial danès amb seguretat marítima per a la càrrega subministrada per Xina, Dinamarca, Noruega i Rússia mentre desplaçava l'enviament a la nau naval nord-americana. Uzumcu va dir: "Aquest és un pas important que comença el transport d'aquests materials com a part del pla per completar la seva eliminació fora del territori de Síria. Encoratjo al govern sirià a mantenir l'impuls per eliminar els productes químics prioritaris restants, de manera segura i en forma oportuna, perquè puguin ser destruïts fora de Síria tan aviat com sigui possible". El coordinador de la missió, Sigrid Kaag, va dir d'aquesta activitat que "és el primer en una sèrie de moviments que s'espera que les autoritats síries es comprometin a assegurar que tots els agents químics s'extreuran del país". La portaveu del Departament d'Estat dels Estats Units, Jen Psaki, va dir: "Cal fer molt més. No tenim cap raó per creure que el règim hagi tornat a complir cap aspecte de la seva promesa."
A final de gener de 2014, els Estats Units van criticar el que van dir que era un ritme d'acceleració de l'eliminació de la prioritat i dos productes químics declarats. El secretari de Defensa, Chuck Hagel, va expressar la seva "preocupació" per una visita a Polònia sobre el retard i va afegir: "No sé quins són els motius del govern sirià -si això és incompetència- o per què estan retardant lliurar aquests materials. Heu de solucionar això". L'ambaixador dels EUA, Robert Mikulak, també va criticar la suposada inacció en un comunicat a l'OPCW. "L'esforç per eliminar l'agent químic i els productes químics precursors clau de Síria ha estat greument malfactat i estancat." In response, Russian diplomat Mikhail Ulyanov said that "the Syrians are approaching the fulfilment of their obligations seriously and in good faith." El viceministre d'Afers Exteriors, Gennadi Gatilov, va afegir que el termini de l'1 de març s'havia complit i que "els sirians van anunciar que l'eliminació d'un gran enviament de substàncies químiques està planificat al febrer."
Després de perdre la data límit del 5 de febrer per eliminar les seves municions declarades fora del país, Síria va proposar un pla de 100 dies. La missió de l'OPAQ-ONU es va reunir a la Haia per discutir aquestes propostes. Un diplomàtic anònim de l'ONU va suggerir que encara podria eliminar-se al març i que el termini proposat per Síria en maig no deixaria prou temps perquè totes les municions fossin destruïdes a final de juny. A principis de març, l'OPCW va confirmar que un terç de les armes químiques de Síria, inclòs el gas mostassa, van ser enviades per ser destruïdes a l'estranger; va afegir que sis lliuraments d'agents tòxics que havia declarat van ser lliurats i que dos enviaments més es van dirigir a Latakia per ser transferits a la nau naval dels EUA MV Cape Ray i altres instal·lacions de destrucció comercial al Regne Unit i Alemanya. Síria també va presentar un pla revisat per eliminar totes les seves armes químiques a final d'abril de 2014, que estava en negociació en una reunió del consell executiu a l'OPCW. El 27 de març, l'OPCW va anunciar que el 49% de les matèries primeres utilitzades per al gas verinós i els agents nerviosos es van enviar a l'estranger per ser destruïts i que el 53,6% dels productes químics van ser eliminats o destruïts a l'interior del país.
El cap de la missió de l'OPCW, Sigrid Kaag, va dir que Síria podria complir el termini del 27 d'abril per eliminar tots els seus agents químics del país que seran destruïts abans del 30 de juny. Tanmateix, Síria va suspendre algunes transferències per raons de seguretat, però les reprendrà en els dies vinents. Kaag també va advertir al Consell de Seguretat que demores posteriors farien "cada vegada més desafiant" el compliment del termini. "He repetit a les autoritats sirias la necessitat d'una ràpida represa de l'operació d'eliminació. Les operacions han de reiniciar-se immediatament". Kaag va afegir que 72 contenidors plens d'armes químiques estaven disposats a ser traslladats a Latakia per a l'enviament fora del país i que ara representarien el 90 per cent de les existències del país. En total, l'OPCW havia dit fins a la fi de març de 2014 que el total de productes químics a eliminar o destruir era del 53,6% i que Síria s'havia compromès a eliminar tots els seus productes químics abans del 13 d'abril, excepte els que estaven a les zones "actualment inaccessibles", pel qual se li van donar dues altres setmanes. El 20 d'abril Kaag va dir que el 80% del material declarat s'ha enviat i que Síria estava en condicions per complir el termini del 27 d'abril.
El 27 d'abril, Kaag va dir que, malgrat els desafiaments de seguretat, el govern es va veure obligat a complir amb el termini del 30 de juny per destruir tots els productes químics tòxics. Va afegir que el 7.5-8% del material declarat es mantenia al país en "un lloc concret". Tanmateix, el 92,5 per cent del material d'armes químiques eliminat o destruït és un progrés significatiu. S'ha de destruir un petit percentatge, indubtablement, a l'interior del país. Això es pot fer. Es tracta d'accedir al lloc". Una altra disputa consistia en saber si a Síria li corresponia destruir els 12 llocs de producció d'armes químiques restants. Síria planejava segellar-los, ja que s'havien deixat inutilitzables, però els països occidentals van demanar que es destruïssin perquè podrien tornar a obrir-se en el futur.
A mitjans d'agost, la neutralització de 581.5 tones mètriques de DF, un precursor químic de Sarin i 19.8 tones de HD,, un ingredient sulfur de mostassa, es va completar al mar. El Secretari de Premsa del Pentàgon, contralmirall John Kirby va anunciar que el Cape Ray havia complert la seva missió, mentre que el secretari de Defensa dels Estats Units, Chuck Hagel, va "felicitar a la tripulació del vaixell en acabar el seu treball sense precedents". El Cape Ray estava equipat amb el Sistema d'Hidròlisi Desplegable sobre el Terreny. Havia de ser duta a Finlàndia i Alemanya durant les properes dues setmanes per descarregar l'efluent resultant. El president dels Estats Units, Barack Obama, va dir sobre la conclusió: "Anem endavant, veurem de prop que Síria compleix amb el seu compromís de destruir les seves instal·lacions declarades de fabricació d'armes químiques."